# Кривая Руда (река, впадает в Кременчугское водохранилище)
Крива́я Руда (укр. Крива Руда) — река в Глобинском и Семёновском районе Полтавской области Украины. Впадает в Кременчугское водохранилище, ранее левый приток Днепра. Длина — 45 км. Водосбор — 614 квадратных километров.

## Описание
Река Кривая Руда начинается около села Сидоры (Глобинский район, Полтавская область, Украина). Поначалу течёт на северо-запад (частично на север), далее постепенно поворачивает на запад, юго-запад и юг. Долина реки неглубока́, местами слабовыражена. Есть правый приток — река Оболонь. Русло шириной 4—6 м, глубиной от 0,5 до 1,5 м, извилистое, заболоченное практически на всём протяжении. Русло разветвлено, местами канализировано, в верхнем и среднем течении частично пересыхает, поэтому на реке сделано несколько запруд, одна из которых — искусственное озеро Кривая Руда, расположенное между сёлами Гриньки и Горбы. Кривая Руда несёт свои воды по территории двух районов Полтавской области: Глобинского и Семёновского. В среднем течении на берегу расположено село Кривая Руда Семёновского района. Впадает в систему лиманов Кременчугского водохранилища ниже села Кривая Руда Глобинского района, расположенного на правом берегу реки Кривая Руда, возле юго-западной окраины села Святиловка (до создания Кременчугского водохранилища Кривая Руда была левым притоком Сулы).

### Населённые пункты
От истока к устью:
- село Сидоры (на правом берегу) и село Белоусовка (в 1-м км от левого берега),
- село Горбы (на 1 км ниже по течению),
- село Гриньки, между сёлами Горбы и Гриньки расположено искусственное озеро Кривая Руда,
- село Кривая Руда, Семёновский район (на левом берегу на 3 км ниже по течению от села Гриньки) и село Буромка (там же на правом берегу),
- село Степановка,
- село Струтиновка (на левом берегу одного из русел Кривой Руды, в 4 км от села Степановка),
- село Проценки (на левом берегу на 1 км ниже села Струтиновка, в месте слияния двух её русел),
- село Кривая Руда, Глобинский район (на правом берегу на 1 км ниже села Проценки в месте впадения её в систему лиманов Кременчугского водохранилища),
- село Святиловка (на 1 км ниже села Кривая Руда) — с трёх сторон окружено водой и находится на левом берегу Сульского лимана Кременчугского водохранилища (Днепр) в месте впадения в него реки Кривая Руда).

## История
В окрестностях города Кременчуг есть ещё одна река Кривая Руда, которая вблизи города сливалась с рекой Сухой Кагамлык. В послевоенные годы русла рек Кривая Руда и Сухой Кагамлык в районе города были частично засыпаны, а частично взяты в трубы. Благодаря этому река Кривая Руда прекратила своё течение в Кременчуге старым руслом, которым сливалась с Сухим Кагамлыком, и теперь является левым притоком Днепра, с которым соединяется каналом у села Кривуши на окраине Кременчуга. В наши дни река Кривая Руда превратилась в систему болот. Длина реки от села Максимовка (Кременчугский район, Полтавская область, Украина) — 5 км, из них по территории Кременчуга — 4,7 км.

## Этимология
Согласно версии топонимиста М. Т. Янко лексема «укр. крива» подчёркивает извилистость русла реки, а «укр. руда» указывает на то, что исток находится в ржавом болоте. Согласно разъяснению О. С. Стрижак, этимология топонимов и гидронимов, имеющих топооснову «руд» берёт начало от слова руда или связана с производством железа.